# 馬佐夫舍的亞歷山大
馬佐夫舍的亞歷山大（波蘭語：Aleksander mazowiecki，1400年—1444年6月2日），特倫托主教，馬佐夫舍公爵謝莫維特四世的次子。

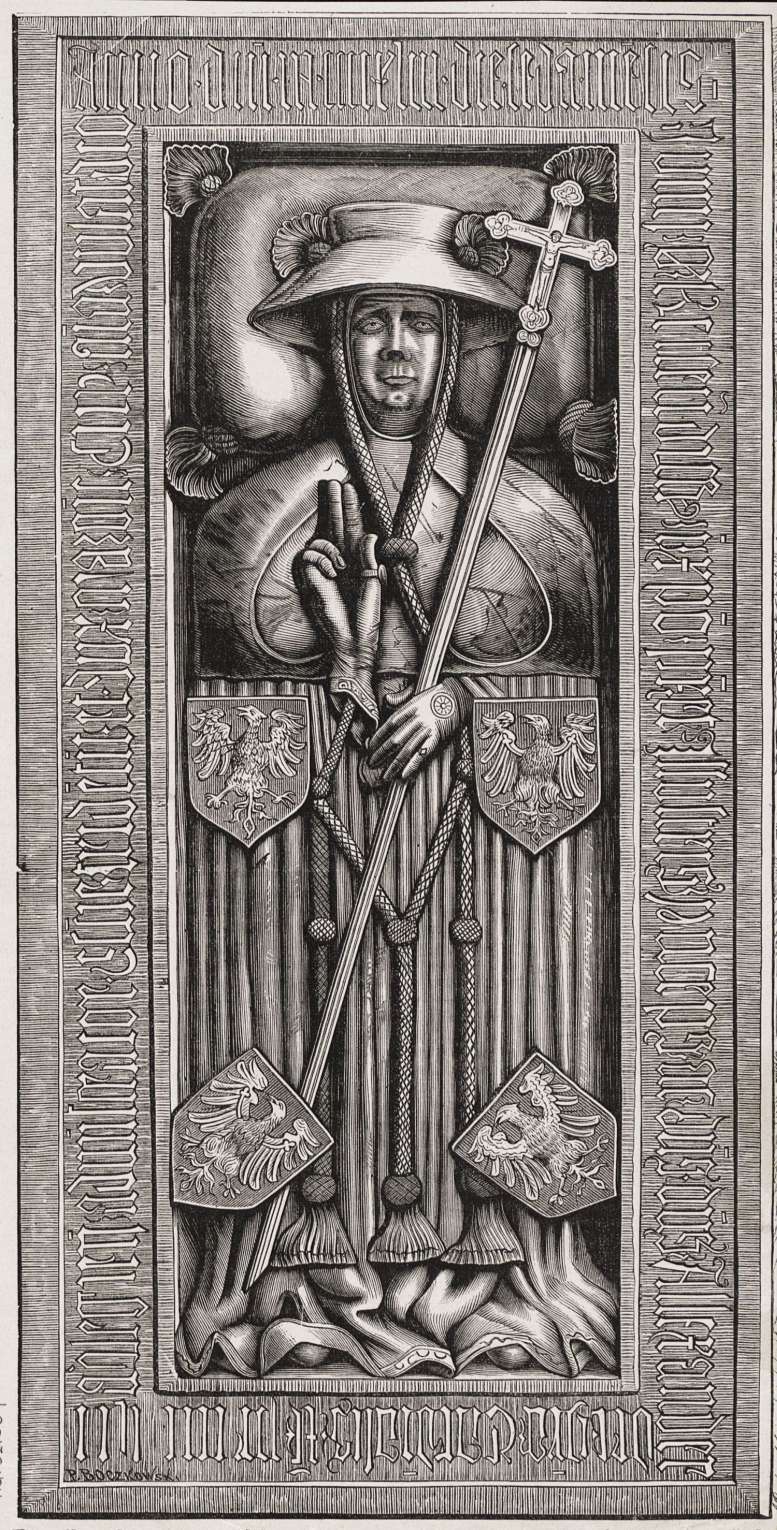